# Giải bóng đá Ngoại hạng Anh 1999–2000
Giải bóng đá Ngoại hạng Anh mùa giải 1999–2000 (được biết đến với tên gọi FA Carling Premiership vì lý do tài trợ) là mùa giải thứ sáu của Premier League và Manchester United đã giành được danh hiệu vô địch Ngoại hạng Anh thứ sáu của họ. Giống như mùa giải trước, câu lạc bộ chỉ thua ba trận đấu trong cả mùa giải. Không giống như mùa giải 1998–99, họ đã giành chức vô địch với cách biệt rất lớn với đội xếp thứ hai là 18 điểm thay vì khoảng cách chỉ là một điểm duy nhất.
Manchester United đã vuột mất cơ hội bảo vệ ngôi vô địch UEFA Champions League sau thất bại 2-3 trước Real Madrid ở vòng tứ kết. Câu lạc bộ đã rút lui khỏi Cúp FA 1999–2000 để tham gia FIFA Club World Cup theo yêu cầu của liên đoàn bóng đá Anh FA, những người đứng đầu FA muốn Manchester United tham gia để ủng hộ nỗ lực của nước Anh trong việc đăng cai World Cup. Chelsea đã giành Cúp FA cuối cùng được tổ chức tại Sân vận động Wembley cũ trước khi sân được cải tạo lại. Trận chung kết Cúp Liên đoàn Anh đã chứng kiến câu lạc bộ Leicester City lên ngôi vô địch, lần thứ hai trong bốn mùa giải. Ở châu Âu, Leeds United đã lọt vào bán kết UEFA Cup và Arsenal đã thua Galatasaray trong trận chung kết UEFA Cup.
Chỉ có một đội mới thăng hạng phải xuống hạng: Watford, đội xếp cuối bảng, và đạt kỷ lục điểm số thấp nhất tại Ngoại hạng Anh chỉ với 24 điểm (kỷ lục này sau đó đã bị Sunderland (hai lần), Derby County, Aston Villa, Huddersfield Town, Norwich City (hai lần), Sheffield United (hai lần) và chính đội Watford phá vỡ), mặc dù đã có khởi đầu khá tốt trong giai đoạn đầu mùa giải khi đánh bại cả Liverpool (tại Anfield) và Chelsea. Đội thăng hạng thành công nhất là Sunderland, đội xếp thứ bảy trên bảng xếp hạng chung cuộc và dành phần lớn mùa giải để tranh một suất tham dự giải đấu châu Âu. Bradford City, trở lại hạng đấu cao nhất lần đầu tiên kể từ năm 1922, đã đảm bảo một suất trụ hạng tại Ngoại hạng Anh vào ngày cuối cùng của mùa giải với chiến thắng 1–0 trước Liverpool. Kết quả này có nghĩa là Liverpool đã mất một suất tham dự Champions League, và Wimbledon đã xuống hạng sau 14 năm chơi ở hạng đấu cao nhất. Sheffield Wednesday đứng thứ hai từ dưới lên trên bảng xếp hạng đã xuống hạng ở trận đấu áp chót của mùa giải, sau khi đã trải qua 15 trong số 16 mùa giải trước đó ở hạng đấu cao nhất. Mùa giải của Wednesday bao gồm trận thua 0-8 trước Newcastle United. Thật đáng kinh ngạc khi Coventry City đã trải qua cả mùa giải mà không có chiến thắng nào trên sân khách nhưng vẫn giành được vị trí thứ 14 nhờ thành tích sân nhà ấn tượng khi họ thắng 12 trong số 19 trận.
Cùng với nhà vô địch Premier League Manchester United và đội á quân Arsenal, đội đứng thứ ba Leeds United đã đủ điều kiện tham dự Champions League 2000–01. Các suất tham dự UEFA Cup thuộc về đội đứng thứ tư Liverpool, đội vô địch FA Cup Chelsea và đội vô địch League Cup Leicester City.
Được thăng hạng lên Ngoại hạng Anh mùa giải 2000–01 là nhà vô địch Giải hạng nhất Charlton Athletic, á quân Manchester City và đội chiến thắng vòng play-off Ipswich Town. Lần đầu tiên kể từ khi Ngoại hạng Anh được thành lập, tất cả các đội được thăng hạng đều từng là thành viên của giải Ngoại hạng Anh trước đó.

## Các đội bóng
20 đội đã cùng nhau tranh tài trong giải đấu Ngoại hạng Anh;–17 đội đứng đầu từ mùa giải trước và 3 đội thăng hạng từ First Division. Các đội thăng hạng là Sunderland, Bradford City và Watford, những đội đã trở lại sau khi vắng bóng ở sân chơi cao nhất của bóng đá Anh lần lượt là 2, 77 và 11 năm. Đây cũng là mùa giải đầu tiên của Bradford City và Watford tại Premier League. Các đội này thay thế Charlton Athletic, Blackburn Rovers và Nottingham Forest, những đội đã xuống hạng và chơi tại First Division. Charlton Athletic và Nottingham Forest ngay lập tức xuống hạng sau một mùa giải, trong khi bảy năm thi đấu đỉnh cao của Blackburn Rovers đã kết thúc.

### Sân vận động và địa điểm
| Câu lạc bộ          | Địa điểm            | Sân vận động         | Sức chứa |
| ------------------- | ------------------- | -------------------- | -------- |
| Arsenal             | London (Highbury)   | Arsenal Stadium      | 38,419   |
| Aston Villa         | Birmingham          | Villa Park           | 42,573   |
| Bradford City       | Bradford            | Valley Parade        | 25,136   |
| Chelsea             | London (Fulham)     | Stamford Bridge      | 42,055   |
| Coventry City       | Coventry            | Highfield Road       | 23,489   |
| Derby County        | Derby               | Pride Park Stadium   | 33,597   |
| Everton             | Liverpool (Walton)  | Goodison Park        | 40,569   |
| Leeds United        | Leeds               | Elland Road          | 40,242   |
| Leicester City      | Leicester           | Filbert Street       | 22,000   |
| Liverpool           | Liverpool (Anfield) | Anfield              | 45,522   |
| Manchester United   | Manchester          | Old Trafford         | 68,174   |
| Middlesbrough       | Middlesbrough       | Riverside Stadium    | 35,049   |
| Newcastle United    | Newcastle upon Tyne | St James' Park       | 52,387   |
| Sheffield Wednesday | Sheffield           | Hillsborough Stadium | 39,732   |
| Southampton         | Southampton         | The Dell             | 15,200   |
| Sunderland          | Sunderland          | Stadium of Light     | 49,000   |
| Tottenham Hotspur   | London (Tottenham)  | White Hart Lane      | 36,240   |
| Watford             | Watford             | Vicarage Road        | 19,920   |
| West Ham United     | London (Upton Park) | Boleyn Ground        | 35,647   |
| Wimbledon           | London (Selhurst)   | Selhurst Park        | 26,074   |

1. ↑  Do Wimbledon không có sân vận động riêng nên họ đã chơi các trận đấu trên sân nhà tại Selhurst Park, sân nhà của Crystal Palace.

### Nhân sự và dụng cụ thi đấu
(tính đến 14 tháng 5 năm 2000)
| Câu lạc bộ          | Huấn luyện viên            | Đội trưởng       | Nhà sản xuất dụng cụ thi đấu | Nhà tài trợ áo đấu  |
| ------------------- | -------------------------- | ---------------- | ---------------------------- | ------------------- |
| Arsenal             | Arsène Wenger              | Tony Adams       | Nike                         | Dreamcast/Sega      |
| Aston Villa         | John Gregory               | Gareth Southgate | Reebok                       | LDV Vans            |
| Bradford City       | Paul Jewell                | Stuart McCall    | Asics                        | JCT600              |
| Chelsea             | Gianluca Vialli            | Dennis Wise      | Umbro                        | Autoglass           |
| Coventry City       | Gordon Strachan            | Gary McAllister  | CCFC Garments                | Subaru              |
| Derby County        | Jim Smith                  | Darryl Powell    | Puma                         | EDS                 |
| Everton             | Walter Smith               | Dave Watson      | Umbro                        | One2One             |
| Leeds United        | David O'Leary              | Lucas Radebe     | Puma                         | Packard Bell        |
| Leicester City      | Martin O'Neill             | Matt Elliott     | Fox Leisure                  | Walkers Crisps      |
| Liverpool           | Gérard Houllier            | Jamie Redknapp   | Reebok                       | Carlsberg Group     |
| Manchester United   | Sir Alex Ferguson          | Roy Keane        | Umbro                        | Sharp               |
| Middlesbrough       | Bryan Robson               | Paul Ince        | Erreà                        | BT Cellnet          |
| Newcastle United    | Bobby Robson               | Alan Shearer     | Adidas                       | Newcastle Brown Ale |
| Sheffield Wednesday | Peter Shreeves (tạm quyền) | Des Walker       | Puma                         | Sanderson           |
| Southampton         | Glenn Hoddle               | Matt Le Tissier  | Saints                       | Friends Provident   |
| Sunderland          | Peter Reid                 | Steve Bould      | Asics                        | Reg Vardy           |
| Tottenham Hotspur   | George Graham              | Sol Campbell     | Adidas                       | Holsten             |
| Watford             | Graham Taylor              | Rob Page         | Le Coq Sportif               | Phones4U            |
| West Ham United     | Harry Redknapp             | Steve Lomas      | Fila                         | Dr. Martens         |
| Wimbledon           | Terry Burton               | Robbie Earle     | Lotto                        | Tiny                |

- 1 Logo Dreamcast xuất hiện trên áo đấu sân nhà của Arsenal trong khi logo Sega xuất hiện trên áo đấu sân khách của họ.

## Bảng xếp hạng
| VT | Đội                     | ST | T  | H  | B  | BT | BB | HS  | Đ  | Giành quyền tham dự hoặc xuống hạng                   |
| -- | ----------------------- | -- | -- | -- | -- | -- | -- | --- | -- | ----------------------------------------------------- |
| 1  | Manchester United (C)   | 38 | 28 | 7  | 3  | 97 | 45 | +52 | 91 | Điều kiện tham dự Vòng bảng đầu tiên Champions League |
| 2  | Arsenal                 | 38 | 22 | 7  | 9  | 73 | 43 | +30 | 73 | Điều kiện tham dự Vòng bảng đầu tiên Champions League |
| 3  | Leeds United            | 38 | 21 | 6  | 11 | 58 | 43 | +15 | 69 | Điều kiện tham dự Vòng loại thứ ba Champions League   |
| 4  | Liverpool               | 38 | 19 | 10 | 9  | 51 | 30 | +21 | 67 | Điều kiện tham dự Vòng đầu tiên của UEFA Cup          |
| 5  | Chelsea                 | 38 | 18 | 11 | 9  | 53 | 34 | +19 | 65 | Điều kiện tham dự Vòng đầu tiên của UEFA Cup          |
| 6  | Aston Villa             | 38 | 15 | 13 | 10 | 46 | 35 | +11 | 58 | Điều kiện tham dự Vòng 3 Cúp Intertoto                |
| 7  | Sunderland              | 38 | 16 | 10 | 12 | 57 | 56 | +1  | 58 |                                                       |
| 8  | Leicester City          | 38 | 16 | 7  | 15 | 55 | 55 | 0   | 55 | Điều kiện tham dự Vòng đầu tiên của UEFA Cup          |
| 9  | West Ham United         | 38 | 15 | 10 | 13 | 52 | 53 | −1  | 55 |                                                       |
| 10 | Tottenham Hotspur       | 38 | 15 | 8  | 15 | 57 | 49 | +8  | 53 |                                                       |
| 11 | Newcastle United        | 38 | 14 | 10 | 14 | 63 | 54 | +9  | 52 |                                                       |
| 12 | Middlesbrough           | 38 | 14 | 10 | 14 | 46 | 52 | −6  | 52 |                                                       |
| 13 | Everton                 | 38 | 12 | 14 | 12 | 59 | 49 | +10 | 50 |                                                       |
| 14 | Coventry City           | 38 | 12 | 8  | 18 | 47 | 54 | −7  | 44 |                                                       |
| 15 | Southampton             | 38 | 12 | 8  | 18 | 45 | 62 | −17 | 44 |                                                       |
| 16 | Derby County            | 38 | 9  | 11 | 18 | 44 | 57 | −13 | 38 |                                                       |
| 17 | Bradford City           | 38 | 9  | 9  | 20 | 38 | 68 | −30 | 36 | Điều kiện tham dự Vòng 2 Cúp Intertoto                |
| 18 | Wimbledon (R)           | 38 | 7  | 12 | 19 | 46 | 74 | −28 | 33 | Xuống chơi tại Football League First Division         |
| 19 | Sheffield Wednesday (R) | 38 | 8  | 7  | 23 | 38 | 70 | −32 | 31 | Xuống chơi tại Football League First Division         |
| 20 | Watford (R)             | 38 | 6  | 6  | 26 | 35 | 77 | −42 | 24 | Xuống chơi tại Football League First Division         |

1. ↑  Chelsea đủ điều kiện tham dự Cúp UEFA với tư cách là nhà vô địch Cúp FA.
2. ↑  Leicester City đủ điều kiện tham dự Cúp UEFA với tư cách là nhà vô địch Cúp Liên đoàn.

## Thống kê mùa giải

#### Vua phá lưới

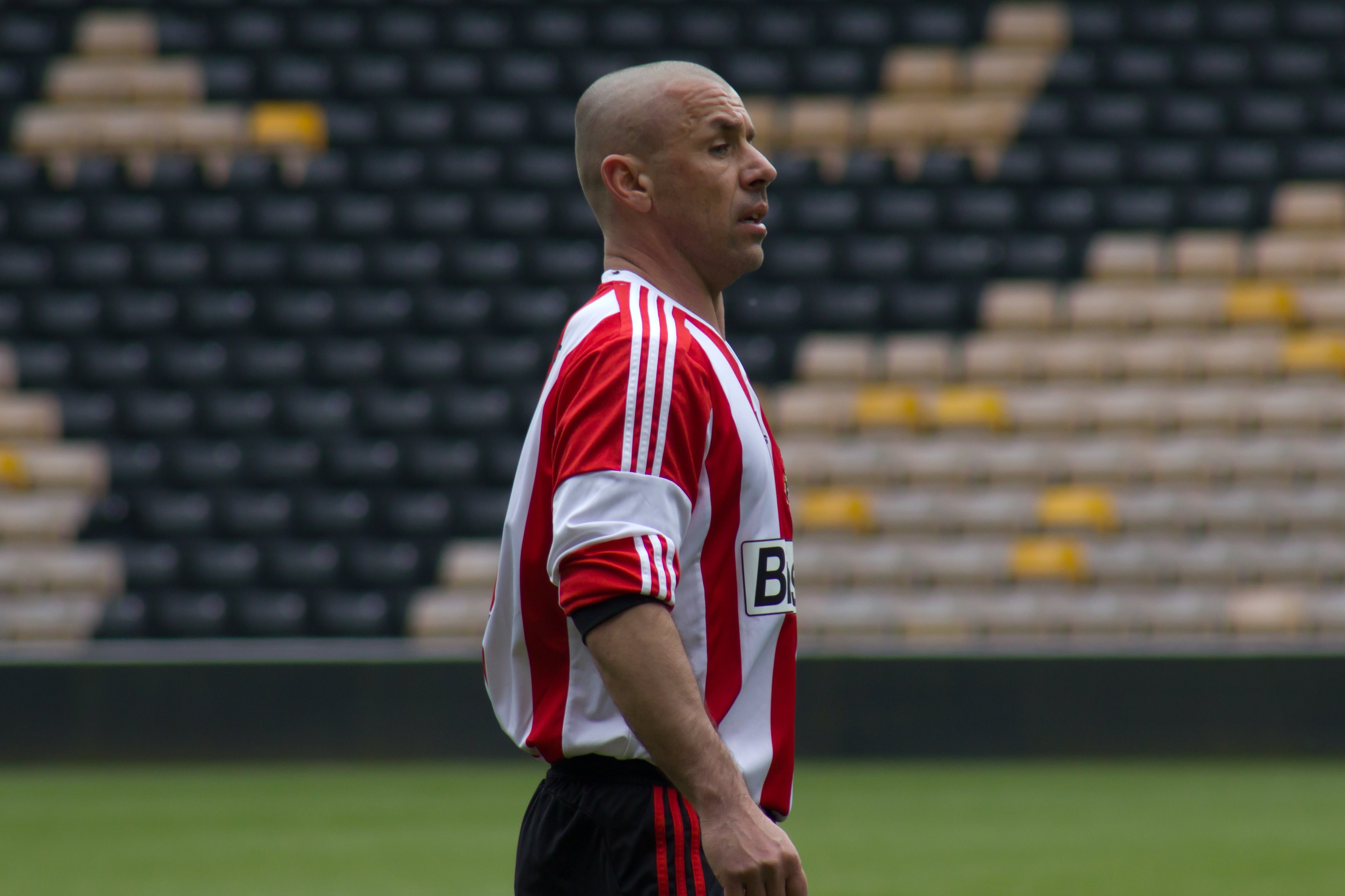
Kevin Phillips của Sunderland là cầu thủ ghi nhiều bàn thắng nhất với 30 bàn thắng.

| Xếp hạng | Cầu thủ         | Câu lạc bộ        | Bàn thắng |
| -------- | --------------- | ----------------- | --------- |
| 1        | Kevin Phillips  | Sunderland        | 30        |
| 2        | Alan Shearer    | Newcastle United  | 23        |
| 3        | Dwight Yorke    | Manchester United | 20        |
| 4        | Michael Bridges | Leeds United      | 19        |
| 4        | Andy Cole       | Manchester United | 19        |
| 6        | Thierry Henry   | Arsenal           | 17        |
| 7        | Paolo Di Canio  | West Ham United   | 16        |
| 8        | Chris Armstrong | Tottenham Hotspur | 14        |
| 8        | Steffen Iversen | Tottenham Hotspur | 14        |
| 8        | Niall Quinn     | Sunderland        | 14        |

#### Hat-tricks

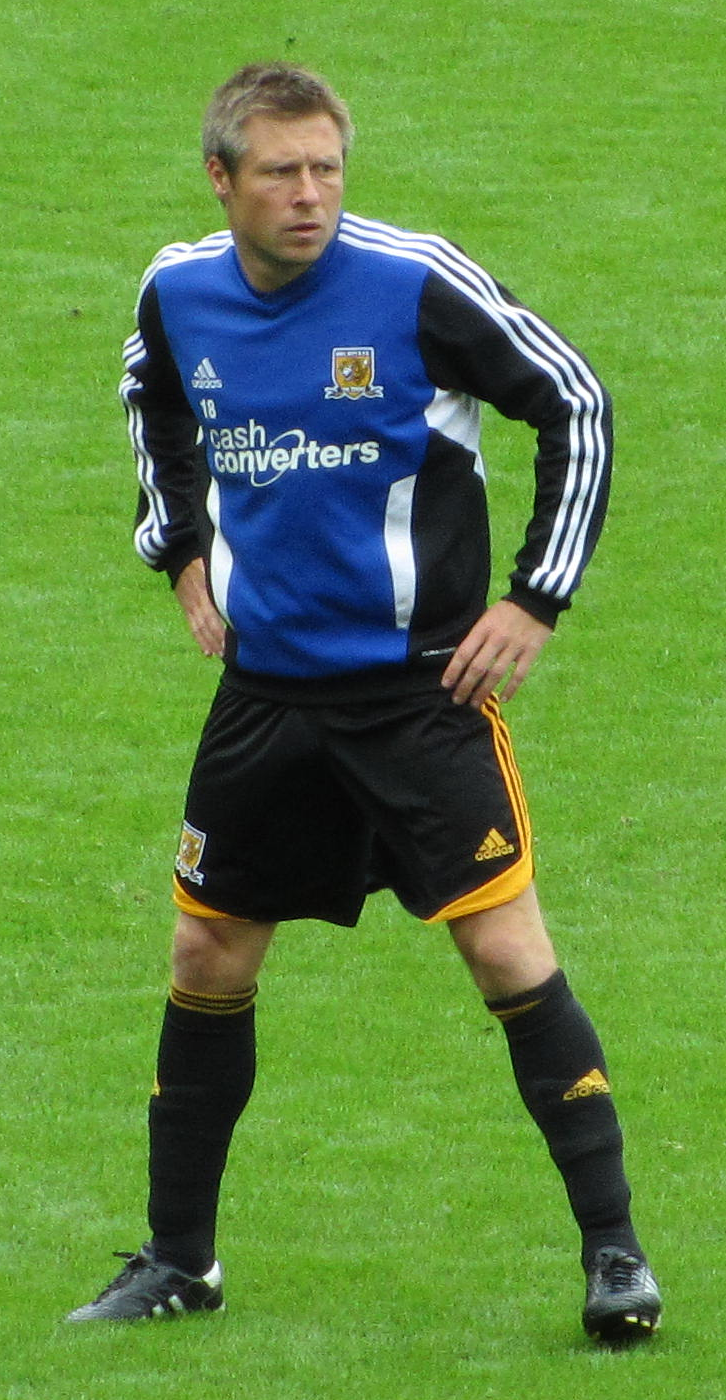
Mùa giải Ngoại hạng Anh 1999–2000 chứng kiến Nick Barmby của Everton ghi được cú hat-trick duy nhất trong sự nghiệp thi đấu chuyên nghiệp của mình.

| Cầu thủ                | Đội               | Đối thủ             | Kết quả | Ngày                 | Tham khảo |
| ---------------------- | ----------------- | ------------------- | ------- | -------------------- | --------- |
| Michael Bridges        | Leeds United      | Southampton         | 3–0 (A) | 11 tháng 8 năm 1999  | [ 3 ]     |
| Andy Cole4             | Manchester United | Newcastle United    | 5–1 (H) | 30 tháng 8 năm 1999  | [ 4 ]     |
| Kevin Phillips         | Sunderland        | Derby County        | 5–0 (A) | 18 tháng 9 năm 1999  | [ 5 ]     |
| Alan Shearer5          | Newcastle United  | Sheffield Wednesday | 8–0 (H) | 19 tháng 9 năm 1999  | [ 6 ]     |
| Nwankwo Kanu           | Arsenal           | Chelsea             | 3–2 (A) | 23 tháng 10 năm 1999 | [ 7 ]     |
| Marc Overmars          | Arsenal           | Middlesbrough       | 5–1 (H) | 21 tháng 11 năm 1999 | [ 8 ]     |
| Ole Gunnar Solskjær4 P | Manchester United | Everton             | 5–1 (H) | 4 tháng 12 năm 1999  | [ 9 ]     |
| Nick Barmby            | Everton           | West Ham United     | 4–0 (A) | 26 tháng 2 năm 2000  | [ 10 ]    |
| Stan Collymore         | Leicester City    | Sunderland          | 5–2 (H) | 5 tháng 3 năm 2000   | [ 11 ]    |
| Steffen Iversen        | Tottenham Hotspur | Southampton         | 7–2 (H) | 11 tháng 3 năm 2000  | [ 12 ]    |
| Dwight Yorke           | Manchester United | Derby County        | 3–1 (H) | 11 tháng 3 năm 2000  | [ 13 ]    |
| Paul Scholes           | Manchester United | West Ham United     | 7–1 (H) | 1 tháng 4 năm 2000   | [ 14 ]    |
| Dean Windass           | Bradford City     | Derby County        | 4–4 (H) | 21 tháng 4 năm 2000  | [ 15 ]    |

Note: 5 Cầu thủ ghi 5 bàn; 4 Cầu thủ ghi 4 bàn; P Cầu thủ ghi được cú hat-trick hoàn hảo; (H) – Sân nhà; (A) – Sân khách

#### Top kiến tạo

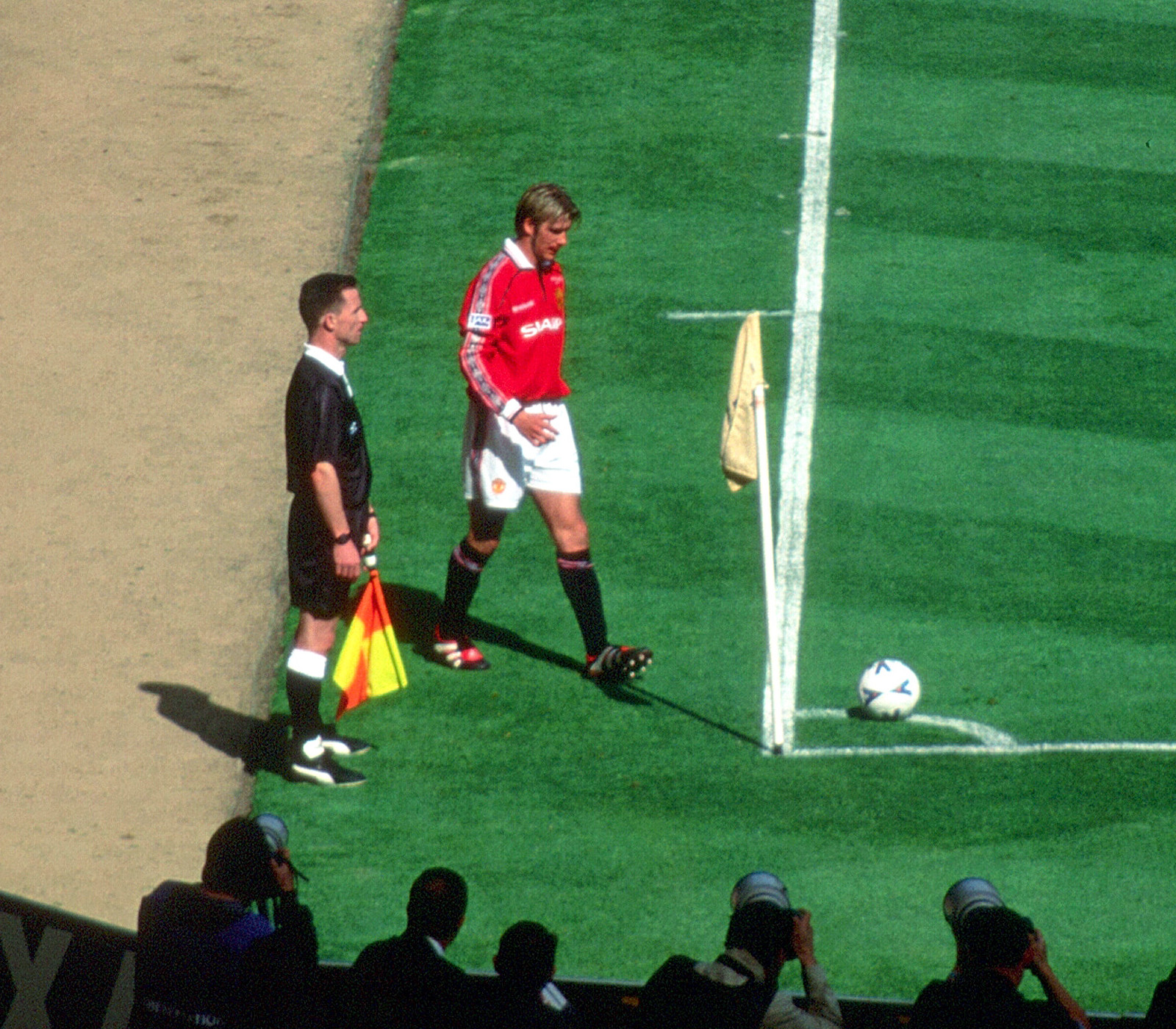
David Beckham của Manchester United là cầu thủ kiến tạo nhiều nhất với 15 pha kiến tạo cho câu lạc bộ trong mùa giải Ngoại hạng Anh 1999–2000.

| Xêp hạng | Cầu thủ         | Câu lạc bộ          | Kiến tạo |
| -------- | --------------- | ------------------- | -------- |
| 1        | David Beckham   | Manchester United   | 15       |
| 1        | Nolberto Solano | Newcastle United    | 15       |
| 3        | Paolo Di Canio  | West Ham United     | 13       |
| 4        | Ryan Giggs      | Manchester United   | 12       |
| 5        | Dennis Bergkamp | Arsenal             | 9        |
| 6        | Nick Barmby     | Everton             | 8        |
| 6        | Thierry Henry   | Arsenal             | 8        |
| 6        | Steffen Iversen | Tottenham Hotspur   | 8        |
| 6        | Wim Jonk        | Sheffield Wednesday | 8        |
| 6        | Paul Merson     | Aston Villa         | 8        |